# Observatorio de Geisei
Observatorio de Geisei en japonés: 芸西天文台: Geisei-tenmondai) es un observatorio astronómico en el municipio Geisei en la prefectura de Kōchi, Japón. Fundado en 1973. Su principal función es la observación de cometas y asteroides.
De sus telescopios destaca el telescopio newtoniano de 60 cm de apertura y 2,7 m de distancia focal. El director del observatorio es el astrónomo japonés Tsutomu Seki.